# A Penn Zero, a félállású hős epizódjainak listája
A Penn Zero, a félállású hős című amerikai televíziós rajzfilmsorozat epizódjainak listája következik. Az első epizódot először Amerikában, 2015. április 22-én mutatták be.

## Évados áttekintés
| Évad | Évad | Epizódok | Eredeti sugárzás  | Eredeti sugárzás | Magyar sugárzás      | Magyar sugárzás    |
| Évad | Évad | Epizódok | Évadpremier       | Évadfinálé       | Évadpremier          | Évadfinálé         |
| ---- | ---- | -------- | ----------------- | ---------------- | -------------------- | ------------------ |
|      | 1    | 21       | 2014. december 5. | 2015. október 1. | 2016. március 14.    | 2016. december 24. |
|      | 2    | 14       | 2017. július 10.  | 2017. július 28. | 2017. szeptember 16. | 2017. október 29.  |

## 1. évad
| #   | #   | Eredeti cím                 | Magyar cím                   | Rendezte                        | Írta                                                            | Eredeti premier      | Magyar premier     |
| --- | --- | --------------------------- | ---------------------------- | ------------------------------- | --------------------------------------------------------------- | -------------------- | ------------------ |
| 1.  | 1.  | North Pole Down             | Az Északi-sarknak annyi      | Adam Henry és Tom De Rosier     | Sztorit: Jared Bush & Sam Levine, forgatókönyvet: Jeff Poliquin | 2014. december 5.    | 2016. december 24. |
| 2.  | 2.  | Chicken or Fish?            | Arany tyúk                   | Chuckles Austen                 | Jared Bush & Sam Levine                                         | 2015. február 13.    | 2016. március 15.  |
| 2.  | 2.  | The Old Old West            | Vad vadnyugat                | Adam Henry                      | Jared Bush & Sam Levine                                         | 2015. február 13.    | 2016. március 15.  |
| 3.  | 3.  | Babypocalypse               | Babapokalipszis              | Tom De Rosier                   | Kenny Byerly                                                    | 2015. február 14.    | 2016. március 16.  |
| 3.  | 3.  | That Purple Girl            | Az a bíborlány               | Chuckles Austen                 | Julia Miranda                                                   | 2015. február 14.    | 2016. március 16.  |
| 4.  | 4.  | I'm Super!                  | Szuperhős vagyok             | Adam Henry                      | Jase Ricci                                                      | 2015. február 15.    | 2016. március 14.  |
| 4.  | 4.  | The Fast and the Floor Rugs | Szálló szőnyegek             | Tom De Rosier                   | Jared Bush & Sam Levine                                         | 2015. február 15.    | 2016. március 14.  |
| 5.  | 5.  | Brainzburgerz               | Agyburger                    | Chuckles Austen                 | Sztorit:Jared Bush & Sam Levine, forgatókönyvet: Jase Ricci     | 2015. február 16.    | 2016. március 17.  |
| 5.  | 5.  | Chuckle City                | Kuncog-város                 | Adam Henry                      | Sztorit:Jared Bush & Sam Levine, forgatókönyvet: Kenny Byerly   | 2015. február 16.    | 2016. március 17.  |
| 6.  | 6.  | Flurgle Burgle              | Forgó-morgó                  | Tom De Rosier                   | Sztorit:Jared Bush & Sam Levine, forgatókönyvet: Kenny Byerly   | 2015. február 23.    | 2016. március 18.  |
| 6.  | 6.  | Temple of the Porcelain God | A porcelán Isten temploma    | Chuckles Austen                 | Kenny Byerly                                                    | 2015. február 23.    | 2016. március 18.  |
| 7.  | 7.  | Defending the Earth         | A Föld megmentése            | Adam Henry                      | Jeff Poliquin                                                   | 2015. március 16.    | 2016. március 21.  |
| 7.  | 7.  | Number One, Number Two      | Főnök segéd                  | Tom De Rosier                   | Paiman Kalayeh                                                  | 2015. március 16.    | 2016. március 21.  |
| 8.  | 8.  | 3 Big Problems              | Három óriási probléma        | Chuckles Austen                 | Kevin Hylton & Mike Winn                                        | 2015. március 23.    | 2016. március 22.  |
| 8.  | 8.  | Cereal Criminals            | Müzlis üzelmek               | Adam Henry                      | Kenny Byerly                                                    | 2015. március 23.    | 2016. március 22.  |
| 9.  | 9.  | I'm Still Super!            | Még mindig szuperhős vagyok! | Tom De Rosier                   | Jase Ricci                                                      | 2015. április 6.     | 2016. március 23.  |
| 9.  | 9.  | Balls!                      | Labdák!                      | Chuckles Austen                 | Jeff Poliquin                                                   | 2015. április 6.     | 2016. március 23.  |
| 10. | 10. | The Princess Most Fair      | A szépséges királykisasszony | Tom De Rosier                   | Jase Ricci                                                      | 2015. április 27.    | 2016. március 24.  |
| 10. | 10. | Hail Larry                  | Larry nagyúr                 | Adam Henry                      | Paiman Kalayeh                                                  | 2015. április 27.    | 2016. március 24.  |
| 11. | 11. | It's a Colorful Life        | Az élet csupa szín           | Chuckles Austen                 | Elizabeth Rinehart                                              | 2015. június 1.      | 2016. március 25.  |
| 11. | 11. | Larry Manor                 | Larry villája                | Adam Henry                      | Jase Ricci                                                      | 2015. június 1.      | 2016. március 25.  |
| 12. | 12. | Lady Starblaster            | Lady Rombolla                | Tom De Rosier                   | Jeff Poliquin                                                   | 2015. június 8.      | 2016. április 5.   |
| 12. | 12. | Amber                       | Amber                        | Adam Henry                      | Paiman Kalayeh                                                  | 2015. június 8.      | 2016. április 5.   |
| 13. | 13. | Totally Into Your Body      | Testápolók                   | Chuckles Austen                 | Chad Drew                                                       | 2015. június 22.     | 2016. április 6.   |
| 13. | 13. | Fish and Chips              | Halamajka                    | Adam Henry                      | Jase Ricci                                                      | 2015. június 22.     | 2016. április 6.   |
| 14. | 14. | The Ripple Effect           | Dominóhatás                  | Chuckles Austen & Adam Henry    | Sztorit: Jared Bush, forgatókönyvet: Jeff Poliquin              | 2015. július 6.      | 2016. április 7.   |
| 15. | 15. | Where Dragons Dare          | Sárkányharc                  | Chuckles Austen                 | Shane Morris                                                    | 2015. július 20.     | 2016. április 8.   |
| 15. | 15. | Rip-Penn                    | Rip-Penn                     | Tom De Rosier                   | Sztori:Jeff Poliquin, forgatókönyv:Jase Ricci                   | 2015. július 20.     | 2016. április 8.   |
| 16. | 16. | Chuckle City 500            | Kuncogvárosi futam           | Tom De Rosier                   | Paiman Kalayeh                                                  | 2015. augusztus 10.  | 2016. április 11.  |
| 16. | 16. | Rock and Roll               | Kőkori sztori                | Tom De Rosier                   | Shane Morris                                                    | 2015. augusztus 10.  | 2016. április 11.  |
| 17. | 17. | Plantywood: City of Flora   | Bokriwood: A növények városa | Chuckles Austen                 | Paiman Kalayeh                                                  | 2015. augusztus 17.  | 2016. április 12.  |
| 17. | 17. | Boone's Apprentice          | Boone és a bagolytanonc      | Adam Henry                      | Jase Ricci                                                      | 2015. augusztus 17.  | 2016. április 12.  |
| 18. | 18. | The QPC                     | Csincsilla                   | Tom De Rosier                   | Jase Ricci & Paiman Kalayeh                                     | 2015. szeptember 28. | 2016. április 13.  |
| 18. | 18. | Shirley B. Awesome          | Shirley A. Brutál            | Chuckles Austen                 | Adam Stein                                                      | 2015. szeptember 28. | 2016. április 13.  |
| 19. | 19. | Massive Morphy Merge Mechs  | Szintetizált szuperrobotok   | Chuckles Austen                 | Sam Levine                                                      | 2015. szeptember 29. | 2016. április 15.  |
| 19. | 19. | Ultrahyperball              | Ultrahiperlabda              | Adam Henry                      | Thomas Middleditch                                              | 2015. szeptember 29. | 2016. április 15.  |
| 20. | 20. | Zap One                     | Az első küldetés             | Tom De Rosier & Adam Henry      | Jared Bush                                                      | 2015. szeptember 30. | 2016. április 14.  |
| 21. | 21. | Save the Worlds             | A világok megmentése         | Tom De Rosier & Chuckles Austen | Jeff Poliquin                                                   | 2015. október 1.     | 2016. április 18.  |

## 2. évad
| #   | #   | Eredeti cím                                                | Magyar cím                                      | Rendezte                                  | Írta                          | Eredeti premier  | Magyar premier       |
| --- | --- | ---------------------------------------------------------- | ----------------------------------------------- | ----------------------------------------- | ----------------------------- | ---------------- | -------------------- |
| 22. | 1.  | The Pirates, the Parrot, the Puzzles and the Talking Boats | Kalózok, papagájok, rejtvények és beszélő hajók | Adam Henry & Tom De Rosier                | Jeff Poliquin                 | 2017. július 10. | 2017. szeptember 16. |
| 23. | 2.  | Alpha, Bravo, Unicorn                                      | Alfa, Bravo, unikornis                          | Kathleen Good                             | Paiman Kalayeh                | 2017. július 11. | 2017. szeptember 17. |
| 23. | 2.  | A Game of Cat and Mouse                                    | Macska-egér játék                               | Adam Henry                                | Adam Henry                    | 2017. július 11. | 2017. szeptember 17. |
| 24. | 3.  | Wings of Destiny                                           | A végzet szárnyai                               | Adam Henry                                | Jeff Poliquin                 | 2017. július 12. | 2017. szeptember 23. |
| 24. | 3.  | Sensitivity Training                                       | Érzelmi képzés                                  | Tom De Rosier                             | Jase Ricci                    | 2017. július 12. | 2017. szeptember 23. |
| 25. | 4.  | The Bewildering Bout of the Astounding Automatons          | A rendkívüli robotok bámulatos boxmeccse        | Tom De Rosier & Adam Henry                | Kenny Byerly                  | 2017. július 13. | 2017. szeptember 24  |
| 25. | 4.  | Back to the Past of Future Balls                           | Vissza a jövőbeli múltba                        | Kathleen Good                             | Jeff Poliquin                 | 2017. július 13. | 2017. szeptember 24  |
| 26. | 5.  | A Tale of Two Wizards                                      | Két mágus meséje                                | Adam Henry                                | Paiman Kalayeh                | 2017. július 17. | 2017. szeptember 30. |
| 26. | 5.  | Rockullan, Papyron, Scissorian                             | Ollóvár, kőhalom, papírlak                      | Adam Henry                                | Kenny Byerly                  | 2017. július 17. | 2017. szeptember 30. |
| 27. | 6.  | Be My Ghost                                                | Szellemes szálloda                              | Tom De Rosier                             | Paiman Kalayeh                | 2017. július 18. | 2017. október 1.     |
| 27. | 6.  | The Chinchilla                                             | A csincsilla                                    | Adam Henry                                | Kenny Byerly                  | 2017. július 18. | 2017. október 1.     |
| 28. | 7.  | The Kobayashis                                             | Kobayashi-ék                                    | Adam Henry & Kathleen Good                | Jase Ricci                    | 2017. július 19. | 2017. október 7.     |
| 28. | 7.  | Cereal Fugitives                                           | Müzli szökevények                               | Tom De Rosier                             | Paiman Kalayeh                | 2017. július 19. | 2017. október 7.     |
| 29. | 8.  | The Last Mountain Beast                                    | Az utolsó hegyszörny                            | Tom De Rosier & Kathleen Good             | Jeff Poliquin                 | 2017. július 20. | 2017. október 8.     |
| 30. | 9.  | Ninki Ninja Fight Town                                     | Ninki nindzsa harcosok                          | Kathleen Good                             | Paiman Kalayeh                | 2017. július 24. | 2017. október 14.    |
| 30. | 9.  | My Mischievous Son                                         | Kis pajkos fiam                                 | Kathleen Good                             | Michelle Spitz                | 2017. július 24. | 2017. október 14.    |
| 31. | 10. | That Purple Guy                                            | A lila srác                                     | Kathleen Good                             | Michelle Spitz                | 2017. július 25. | 2017. október 15.    |
| 31. | 10. | Rootilda                                                   | Gyökilda                                        | Adam Henry                                | Kamon Naddaf                  | 2017. július 25. | 2017. október 15.    |
| 32. | 11. | The Most Dangerous World Imaginable                        | A legveszélyesebb világ                         | Kathleen Good                             | Kenny Byerly                  | 2017. július 26. | 2017. október 21.    |
| 32. | 11. | Trading Faces                                              | Testcsere                                       | Tom De Rosier                             | Paiman Kalayeh                | 2017. július 26. | 2017. október 21.    |
| 33. | 12. | 13 Big Problems                                            | 13 óriási probléma                              | Adam Henry                                | Jared Bush                    | 2017. július 28. | 2017. október 22.    |
| 33. | 12. | Mr. Rippen                                                 | Mr. Rippen                                      | Tom De Rosier & Adam Henry                | Kenny Byerly & Paiman Kalayeh | 2017. július 28. | 2017. október 22.    |
| 34. | 13. | At the End of the Worlds                                   | A világok végén                                 | Kathleen Good, Adam Henry & Tom De Rosier | Sam Levine & Jeff Poliquin    | 2017. július 28. | 2017. október 28.    |
| 35. | 14. | At the End of the Worlds                                   | A világok végén                                 | Kathleen Good, Adam Henry & Tom De Rosier | Sam Levine & Jeff Poliquin    | 2017. július 28. | 2017. október 29.    |